# Tokyo Jihen
Tokyo Jihen (東京事変, Tōkyō Jihen, ou Tokyo Incidents) est un groupe de rock japonais créé en 2003 autour de la chanteuse Shiina Ringo, déjà populaire en solo depuis 1999. Le groupe se sépare une première fois le 29 février 2012. Le 1er janvier 2020, année bissextile, la reformation du groupe est annoncée en même temps que la sortie de la nouvelle chanson ''Eraba Rezaru Kokumin'' et une tournée nationale à partir du 29 février, soit exactement 8 ans après la séparation du groupe.

## Histoire
Bien qu'ayant sorti quatre albums en solo, Shiina Ringo était déjà accompagnée de ce qui allait devenir les Tokyo Jihen. Après un premier single le 8 septembre 2004, le groupe confirme son style jazzy-spazzy-rock dans un album de douze titres sorti le 25 novembre 2004, dans le prolongement de Karuki Zamen Kuri no Hana, le dernier album de la chanteuse. Variety, troisième album paru en 2007, est le premier à ne pas être composé quasi entièrement par Shiina, les autres membres se partageant cette tâche.

## Membres
- Ringo Shiina (椎名 林檎, Shiina Ringo?) : Chant, Guitare électrique, Guitare acoustique, Piano, Mélodica, Clavier, Kazoo
  - Shiina est auteur-compositeur-interprète, fondateur et leader du groupe. Elle écrit presque toutes les chansons.

- Seiji Kameda (亀田 誠治, Kameda Seiji?) : Guitare basse, Contrebasse
  - Kameda est un producteur de musique célèbre, mais il se consacre à jouer la guitare basse dans Tokyo Jihen. Il produit beaucoup de musiciens tels que l'Angela Aki, Akino Arai, Chara, Chatmonchy, Checkicco, CoCo, Do As Infinity, Every Little Thing, Flow, Kaela Kimura, 175R, Hiroko Moriguchi, Hiromi Nagasaku, Yui Nishiwaki, Plastic Tree, Mikuni Shimokawa, Yumiko Takahashi, Sakura Tange, Yumi Tanimura, Tetsu69, Rie Tomosaka, Yuki Uchida.

- Toshiki Hata (刄田 綴色, Hata Toshiki?) : Batterie, Percussions
  - Hata participe à de nombreux enregistrement en tant que batteur de session. Il a formé son groupe musical; "Kotoho" avec Hideaki Yamazaki (bassiste de "School Food Punishment").

- Ukigumo (浮雲, Ukigumo?) : Guitare électrique, Guitare acoustique, Chœur, Rap
  - Ukigumo a son propre de groupe musical, "Petrolz".

- Ichiyou Izawa (伊澤 一葉, Izawa Ichiyou?) : Piano, Clavier, Guitare électrique, Chœur
  - Izawa a son propre de groupe musical, "Appa". Il est également récemment un membre du groupe musical "the HIATUS" constitué par Takeshi Hosomi, leader du groupe Ellegarden.

Anciens membres
- HZM (H是都M, H ZETT M?) ou Masayuki Hiizumi (ヒイズミ マサユ機, Hiizumi Masayuki?) (parti en 2005) : Piano, Clavier, Chœur
  - HZM est originairement un membre du jazz band instrumental japonais "PE'Z."

- Mikio Hirama (ヒラマ ミキオ, Hirama Mikio?) (parti en 2005) : Guitares, Chœur
  - Hirama a décidé de retourner à un chanteur solo.

## Discographie

### Singles
| Date de sortie   | Titre                                                                      | Meilleure position | Ventes  | Album     |
| ---------------- | -------------------------------------------------------------------------- | ------------------ | ------- | --------- |
| 8 septembre 2004 | Gunjō Biyori (群青日和)                                                    | 2                  | 203 000 | Kyōiku    |
| 20 octobre 2004  | Sōnan (遭難)                                                               | 2                  | 123 000 | Kyōiku    |
| 2 novembre 2005  | Shuraba (修羅場)                                                           | 5                  | 110 000 | Adult     |
| 10 juillet 2007  | O.S.C.A.                                                                   | 2                  | 58 000  | Variety   |
| 21 août 2007     | Killer-tune (キラーチューン)                                               | 5                  | 51 000  | Variety   |
| 17 novembre 2009 | Nōdōteki sanpunkan (能動的三分間)                                          | 1                  | 69 000  | Sports    |
| 11 mai 2011      | Sora ga natteiru/Onna no ko wa dare de mo (空が鳴っている／女の子は誰でも) | 6                  | 54 000  | Daihakken |

### DVD Singles
| Date de sortie   | Titre                  | Meilleure position | Ventes | Album     |
| ---------------- | ---------------------- | ------------------ | ------ | --------- |
| 21 novembre 2007 | Senkō shōjo (閃光少女) |                    |        | Daihakken |

### Vidéos
Vidéo Musicale
1. Tokyo Incidents vol 1 (8 décembre 2004)
2. Adult Video (23 mars 2006)
3. Senkou Shoujo (21 novembre 2007)
4. CS Channel (21 septembre 2011)

Concerts
1. Dynamite In (13 juillet 2005)
2. Dynamite Out (17 août 2005)
3. Just Can't help it (6 septembre 2006)
4. Spa & Treatment (26 mars 2010 / 25 août 2010)
5. Ultra-C (25 août 2010)
6. Discovery (15 février 2012)

### Digital Download
1. Himitsu for DJ (23 mars 2006)
2. Koi wa Maboroshi for musician (23 mars 2006)
3. Tasogarenaki for mother (23 mars 2006)
4. Shoujo Robot (30 août 2006)
5. Senkou Shoujo (21 novembre 2007)
6. Tengoku e Yōkoso (28 juillet 2010)
7. Dopamineto (28 juillet 2010)
8. Yoake no Uta (12 avril 2011)
9. Hansamu sugite (31 août 2011)
10. Tengoku e Yōkoso (Tokyo Bay Ver.) (21 septembre 2011)

### Disque phonographique
1. Gunjou Biyori/Sounan (25 novembre 2004)
2. Adult Video - Original Soundtrack (23 mars 2006)
3. Variety - Zoukangou (23 mars 2006)